# 桂文雀 (3代目)
三代目 桂 文雀（かつら ぶんじゃく、1972年12月11日 - ）は、落語協会所属の落語家。千葉県四街道市出身。本名∶斎藤 匡彦。出囃子は『早木魚』。

## 来歴
横浜市生まれ、千葉県四街道市育ち。千葉県立佐倉高等学校、1996年3月駒澤大学法学部政治学科卒業。大学時代に落語研究会所属。落研の先輩に桂竹丸･三遊亭遊馬がいる。
1996年5月、 春風亭小朝に入門、前座名「あーちゃん」。1999年11月、柳家三之助、三遊亭窓輝と共に二ツ目昇進し「あ太郎」と改名。2000年12月、桂文生門下となり「桂笑生」と改名。
2010年3月、桂文ぶん、三遊亭窓輝、柳家三之助とともに真打昇進し「桂文雀」と改名。
2015年、芸術祭賞大衆芸能部門 新人賞受賞。贈呈式は2016年2月8日、明治記念館にて行われた。受賞理由は、桂文雀独演会「文雀座」の成果。「持ち前の声質に力強さが加わり、臨場感のある表現力を手に入れた。「明烏」ではサゲに向かい噺の速度をうまく調整した結果、甘納豆を放り投げる場面で、解放感を味合わせてくれた。「中村仲蔵」では、芝居への理解が聞き取れ、"見得（みえ）を切る"とは言わず、"見得をする"といった表現にも配慮がうかがえた」と評価された。

## 人物
- 主な持ちネタは、定番ネタから珍しい噺まで。池袋演芸場での独演会、その他学校公演など積極的に行う[3][4][5][6]。
- 趣味は図書館通い、献血、自転車。

## 芸歴
- 1996年5月 - 春風亭小朝に入門、前座名「あーちゃん」。
- 1999年11月 - 二ツ目昇進、「あ太郎」と改名。
- 2000年12月 - 桂文生門下に移籍、「笑生」と改名。
- 2010年3月 - 真打昇進「三代目桂文雀」と改名。

## 演目

### 古典
- 明烏
- 朝顔宿
- 鬼の面
- 帯久
- 風の神送り
- 伽羅の下駄
- 清正公酒屋
- 近日息子
- 匙加減
- 写真の仇討
- 搗屋無間
- 佃祭
- 鉄拐
- 胴乱の幸助
- 虎の子
- 中村仲蔵
- 八問答
- 派手彦
- 鼻ねじ
- 浜野矩随
- へっつい幽霊
- 淀五郎

### 新作
- 表彰状

## 出囃子
- 花咲か爺さん（1999年 - 2010年）
- 早木魚（2010年 - ）

## 受賞
- 2006年 北とぴあ若手落語家選手権奨励賞受賞
- 2009年 東西若手落語家コンペティション優勝
- 2015年 第70回文化庁芸術祭賞大衆芸能部門関東参加公演の部 新人賞受賞[7][8]